# Theater Plauen-Zwickau
Das Theater Plauen-Zwickau ist ein gemeinsam von den Städten Plauen und Zwickau im deutschen Bundesland Sachsen betriebenes Theater. Es vereint die Sparten Musiktheater, Schauspiel, Ballett und Konzert. Die Clara-Schumann-Philharmoniker Plauen-Zwickau sínd das Orchester des Theaters.

## Geschichte

### Theater Plauen

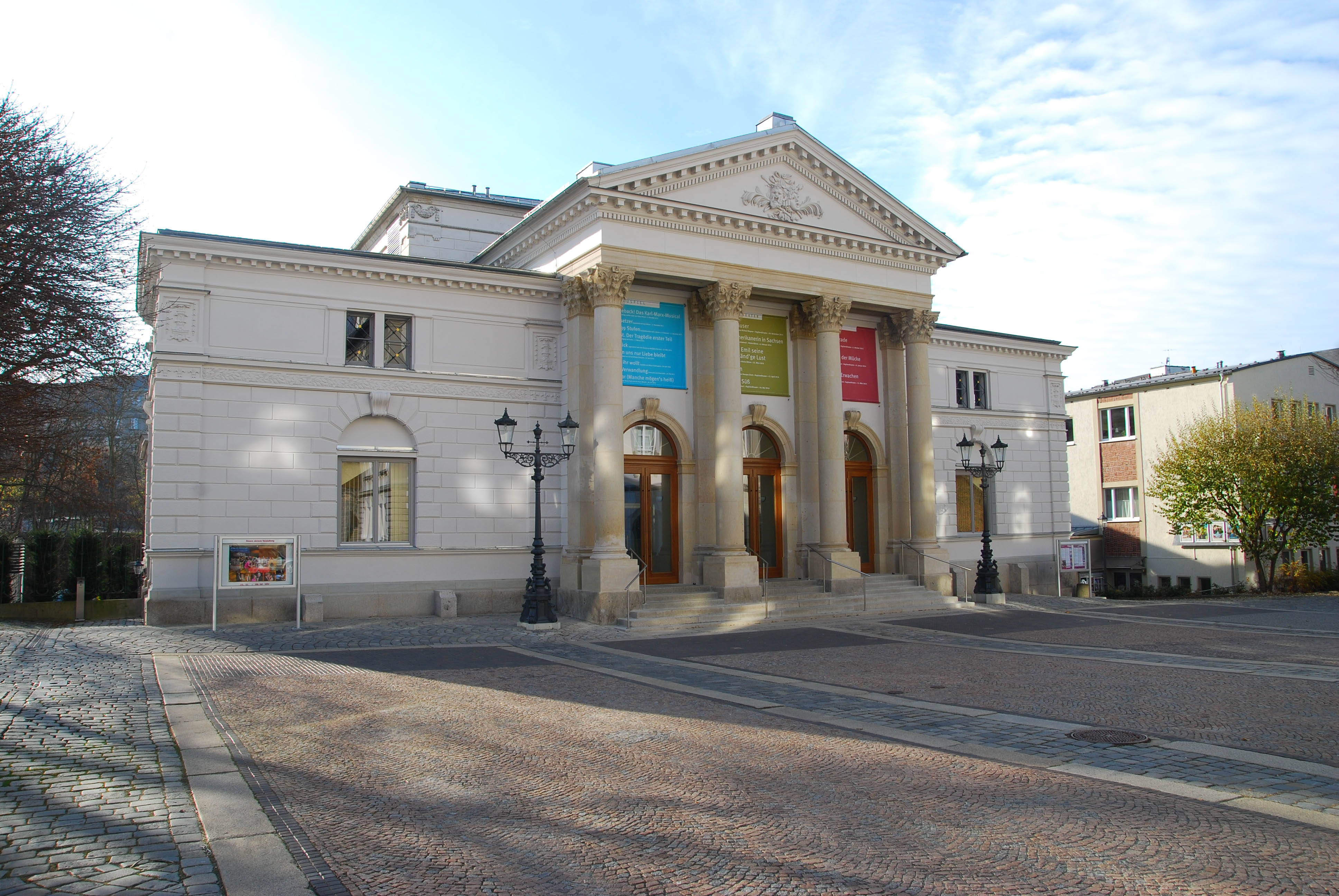
Das Vogtlandtheater in Plauen

Am 1. April 1896 beschloss der Theaterverein in Plauen (Vogtland) den Bau eines Theatergebäudes nach den Plänen des in Plauen geborenen, später in Leipzig lebenden Architekten Arwed Rossbach. Die Gesamtkosten betrugen 325.000 Mark, wovon die Stadt Plauen 100.000 Mark beisteuerte. Am 24. Juni 1897 wurde der Grundstein gelegt. Am 1. Oktober 1898 fand die Eröffnung und Einweihung des Stadttheaters statt. Nach der Jubel-Ouvertüre von Carl Maria von Weber hielt der Theaterdirektor Staack eine Laudatio. Anschließend folgte mit der Jungfrau von Orléans von Friedrich Schiller die erste Aufführung. Am 3. Oktober 1899 wurde die erste Oper (Der Freischütz von C. M. v. Weber) aufgeführt. Am Theater Plauen arbeitete 1911/12 der deutsche Dadaist Hugo Ball als Dramaturg.
In der Zeit des Nationalsozialismus bestimmten „heldische“ Themen das Programm. Mit Faust, Wilhelm Tell, Wallenstein, Der Ring des Nibelungen etc. wurde das Theater als „wichtiges Mittel der Propaganda des Kriegs- und Siegeswillens des Volkes“ benutzt. Ein vorgesehener Neubau des Theatergebäudes nach Plänen des Architekten Paul Baumgarten kam auf Grund fehlender finanzieller Mittel nicht zur Umsetzung. Stattdessen wurde eine zwei Monate dauernde Umgestaltung vorgenommen, bei der viel Stuck im Zuschauerraum entfernt wurde. Die Wiedereröffnung fand am 3. Juli 1939 mit dem Lustspiel Die heimliche Brautfahrt statt. 1944 wurde das Theater geschlossen und am 10. April 1945 das Gebäude bei einem alliierten Bombenangriff beschädigt.
Nach Ende des Krieges setzte der sowjetische Stadtkommandant Oberstleutnant Kamarow den Termin für den Wiederaufbau auf den 15. Oktober 1945 fest. Der Stadtarchitekt wurde Anfang August beauftragt zu überprüfen, ob ein Wiederaufbau innerhalb von drei Monaten möglich wäre. Er stellte fest, dass die Bausubstanz äußerlich zu etwa 40 % und innen zu circa 80–90 % zerstört war. Nur durch den freiwilligen Einsatz der Mitarbeiter der am Aufbau beteiligten Firmen am Wochenende und in der Freizeit konnte der vorgegebene Termin eingehalten werden. Als eines der ersten in Deutschland wurde das Theater am 15. Oktober 1945 wieder eröffnet.
Im Dezember 1991 wurde das Theater Plauen in Vogtlandtheater Plauen umbenannt, um die Verbindung zum Umland zu verdeutlichen. Aus dem Plauener Stadtorchester entstand 1992 das Philharmonische Orchester des Vogtlandtheaters Plauen. Ab Januar 1995 war das Vogtlandtheater Plauen ein Eigenbetrieb der Stadt Plauen.

### Theater Zwickau

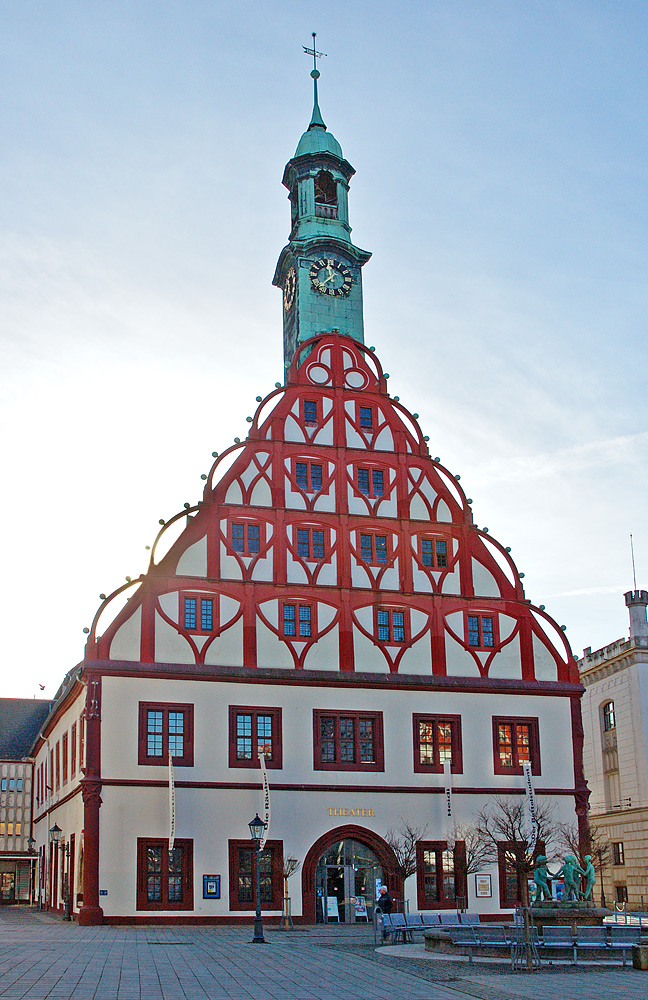
Gewandhaus Zwickau (1525), seit 1823 als Städtisches Theater genutzt

Das Zwickauer Gewandhaus wurde zwischen 1522 und 1525 als repräsentatives Zunfthaus der Tuchmacher an der Stelle eines abgebrochenen älteren Kauf- und Gewandhauses errichtet.
Der große Saal im ersten Stock diente zu Jahrmärkten den Tuchmachern, Kürschnern, Schuhmachern und anderen Handwerkern als Verkaufsraum, wurde aber auch als Exerzierlokal der Garnison bei schlechtem Wetter und sogar als Lazarett in Kriegszeiten genutzt.
1812 wurde der große Saal durch Zwischenwände in zwei Säle und mehrere Nebenräume unterteilt. Der hintere, nach Süden gelegene Raum wurde ein „eleganter Konzertsaal“, im größeren vorderen wurde 1823 das „Theater auf dem Gewandhause“ eröffnet, welches jedoch nur eine provisorische Bühne innehatte.
Im Sommer 1855 wurde in die Längsachse des Gewandhauses ein Theater eingebaut, dessen Ausmaße ungefähr denen des heutigen Zuschauerraumes entsprachen.  Am 13. November 1855 eröffnete die Gesellschaft des Hermann Meinhard mit der Oper „Die weiße Dame“ von Boieldieu diesen ersten zweckgebundenen Theaterraum im Gewandhaus.
1882–1884 wurde auf Grund verstärkter Sicherheitsbestimmungen das Theater geschlossen und umgebaut. Ein eiserner Kettenvorhang wurde eingebaut, gleichzeitig wurden Bühne, Garderoben und Treppenhäuser umgebaut und der Saal renoviert.
1902 fand unter Frido Grelle eine weitere Renovierung des Saales statt. Der Zuschauerraum fasste damals etwa 1100 Personen – er hatte jedoch nur 500 Sitzplätze. Dazu drängten sich bei gefülltem Haus noch 300 Menschen auf den Stehplätzen an den Seiten des Parketts und noch einmal 300 auf der Galerie.
1947 wurde unter schwierigsten materiellen Bedingungen der erste größere Umbau des Zuschauerraumes und der Nebenräumlichkeiten bewältigt. Die beiden neuen Ränge gaben mit ihrer geschwungenen Linienführung dem Theatersaal ein gefälligeres und moderneres Gepräge.
1953 folgte der Abriss und Wiederaufbau des gänzlich veralteten Bühnenhauses. Bei der dabei notwendig gewordenen Verlängerung des Gewandhauses nach Süden um etwa 10 Meter wurde der Charakter des unter Denkmalschutz stehenden historischen Gebäudes gewahrt. Diese Vergrößerung des Bühnenhauses ermöglichte es, eine Drehscheibe von 12 Metern Durchmesser einzubauen. Nach einer Interimsspielzeit im Lindenhof wurde das Gewandhaus im Dezember 1953 wieder eröffnet.
1966–1968 wurde das Gewandhaus um einen Seitenflügel ergänzt, wodurch die Bühne um eine Seitenbühne mit Lagermöglichkeiten für die Kulissen samt Fahrstuhl erweitert wurde.
1967 erhielt das Orchester den Robert-Schumann-Preis.
Am 7. Oktober 1979 wurde in den Kellerräumen der „alten Stadtmühle“ das „Theater in der Mühle“ eröffnet. Damit hatte das Theater Zwickau, das zu dieser Zeit die Bezeichnung Bühnen der Stadt Zwickau trug, zwei ständig bespielte Bühnen. Der Zuschauerraum fasste maximal 99 Besucher.
1984–1987 wurde dem Theaterkomplex ein weiteres Gebäude hinzugefügt – das Puppentheater. Bis zu 180 Kinder können dort die Vorstellungen des Puppentheaters sehen. Über dem Puppentheater entstanden weitere Lagermöglichkeiten für Kulissen, dazu wurde ein weiterer Lastenaufzug installiert, um die Kulissen auf die Bühnenebene des Gewandhauses zu bringen.
1988–1989 musste das Gewandhaus aus technischen Gründen geschlossen werden. Als Ausweichspielstätte diente, wie schon in den 70er Jahren, der Zwickauer Lindenhof. In dieser Zeit wurde der Gebäudekomplex auf die Versorgung mit Fernwärme umgestellt. Das Theater erhielt erstmals eine elektronische Lichtstellwarte mit 200 Regelkreisen und ein Tonstudio mit Mischpult und Studiomaschinen.
Langjähriger Musikdirektor des Orchesters von 1977 bis 1993 war Albrecht Hofmann. Seit 1994 trägt es die Bezeichnung Philharmonisches Orchester Zwickau - Robert-Schumann-Preisträger.
1995 wurden die Drehbühne und die Obermaschinerie, deren Antriebsmaschinen noch von 1924 stammten, erneuert sowie der eiserne Vorhang von 1910 ersetzt.
Im Frühjahr 1996 ergab ein Gutachten eine Asbestbelastung des Zuschauerraumes.  Damit war eine vorübergehende Schließung unumgänglich. Ausweichspielstätte war diesmal der ehemalige Malsaal des Theaters, welcher in kürzester Zeit zur Bühne umfunktioniert wurde. Am 18. Oktober 1997 wurde das Gewandhaus wieder eröffnet. Der Zuschauerraum fasste danach 395 Plätze, wobei 10 davon für Rollstuhlfahrer ausgebaut werden können.
Am 31. Dezember 2018 fand im Theater in der Mühle die letzte Vorstellung statt. Danach wurde das Gebäude entkernt und abgerissen. Damit hat das Theater Zwickau keine kleine Bühne mehr. Die Suche nach einer Ausweichspielstätte erbrachte bisher keine Ergebnisse.
Im Januar 2021 wurde eine umfassende Sanierung des Gewandhauses (Dach, Fassade, Zuschauerraum, Technik) für 19,5 Millionen Euro abgeschlossen.

### Fusion
Im Jahr 2000 fusionierten die Städte Plauen und Zwickau ihre beiden Theater aus wirtschaftlichen Gründen zum Theater Plauen-Zwickau. Intendanten waren seitdem Wolfgang Hauswald (2000–2001), Georg Mittendrein (2001–2003), Ingolf Huhn (2003–2008) Rüdiger Bloch (2008–2009), und Roland May (2009–2022). Seit der Spielzeit 2022/23 leitet  Dirk Löschner als Generalintendant das Haus. Geschäftsführerin ist seit September 2016 Sandra Kaiser. Musiktheater, Schauspiel, Ballett und Orchester präsentieren einen breitgefächerten, vielseitigen Spielplan. So reicht das Repertoire von der klassischen Oper über Operette und Musical, über ein großes Schauspielangebot auf Haupt- und Studiobühnen, Ballett sowie Freilichtinszenierungen aller Sparten bis hin zu einer überaus regen Konzerttätigkeit.
Besonderen Wert legt das Theater auch auf Spielplanangebote für Kinder und Jugendliche und eine umfangreiche theaterpädagogische Arbeit.
Bei der Finanzierung teilen sich die Stadt Plauen und die Stadt Zwickau eine Fördersumme von zehn Millionen Euro, wobei Zwickau den größeren Anteil übernimmt. Der Gesellschaftervertrag der beiden Kommunen wurde mehrfach überarbeitet und verlängert und läuft aktuell bis Ende 2028. Die Stadt Plauen setzt sich dafür ein, dass sich auch der Vogtlandkreis an der Finanzierung des Theaters beteiligt.

### Clara-Schumann-Philharmoniker Plauen-Zwickau
Aus dem Philharmonischen Orchestern in Plauen unter Generalmusikdirektor Dieter-Gerhardt Worm und in Zwickau unter Generalmusikdirektor Welisar Gentscheff entstand bei der Fusion im Jahr 2000 das Philharmonische Orchester Plauen-Zwickau. Im vereinten Orchester übernahm das Amt des Generalmusikdirektors zunächst Welisar Gentscheff und von 2001 bis 2003 Dieter-Gerhardt Worm. Generalmusikdirektor von 2003 bis 2010 war Georg Christoph Sandmann, von 2010 bis 2017 Lutz de Veer, seit 2017 ist es Leo Siberski, voraussichtlich bis 2026. Am 17. Oktober 2019 wurde das Orchester in Clara-Schumann-Philharmoniker Plauen-Zwickau umbenannt. Das Orchester begleitet alle Musiktheatervorstellungen und ausgewählte Ballett- und Schauspielvorstellungen des Theaters, darüber hinaus gibt es acht Sinfoniekonzerte pro Saison, eigene Konzertreihen sowie zahlreiche Sonder-, Familien- und Kirchenkonzerte.

### Ausgliederung des Puppentheaters
2016 wurde das Puppentheater Zwickau aus wirtschaftlichen Gründen aus dem Theater Plauen-Zwickau herausgelöst  und unter der alleinigen Trägerschaft der Stadt Zwickau als Tochterunternehmen der Kultur, Tourismus und Messebetriebe Zwickau GmbH weitergeführt. Direktorin ist Monika Gerboc.